# Saint-Germain-d’Étables
Saint-Germain-d’Étables ist eine  Gemeinde mit 235 Einwohnern (Stand: 1. Januar 2022) im französischen Département Seine-Maritime in der Region Normandie (vor 2016 Haute-Normandie). Sie gehört zum Arrondissement Dieppe und zum Kanton Luneray (bis 2015 Kanton Longueville-sur-Scie). Die Einwohner werden Saint-Germinois genannt.

## Geographie
Saint-Germain-d’Étables liegt etwa 16 Kilometer südsüdöstlich von Dieppe am Béthune. Umgeben wird Saint-Germain-d’Étables von den Nachbargemeinden Saint-Aubin-le-Cauf im Norden, Meulers im Osten, Freulleville im Süden und Südosten, Torcy-le-Petit im Süden, La Chapelle-du-Bourgay im Südwesten, Le Bois-Robert im Westen sowie Martigny im Nordwesten.

## Bevölkerungsentwicklung
| Jahr                      | 1962 | 1968 | 1975 | 1982 | 1990 | 1999 | 2006 | 2013 |
| Einwohner                 | 187  | 175  | 172  | 241  | 324  | 298  | 269  | 269  |
| Quelle: Cassini und INSEE |      |      |      |      |      |      |      |      |

## Sehenswürdigkeiten

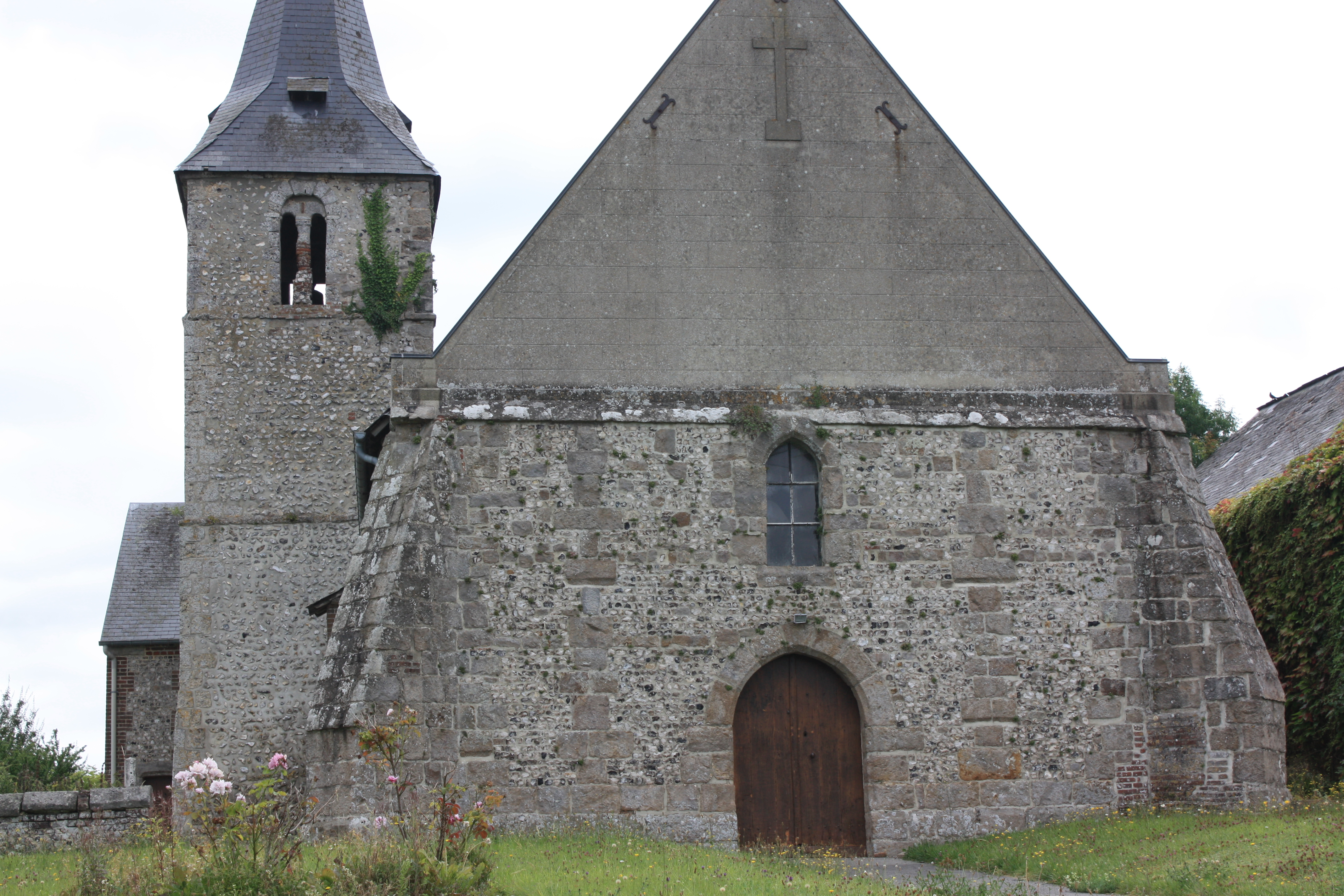
Kirche Notre-Dame

- Kirche Notre-Dame